# インターセックス
ヒトにおけるインターセックス（英: intersex）とは、国際連合人権高等弁務官事務所の定義によると、男性または女性いずれかの典型的な身体に当てはまらない性的特徴（染色体・生殖腺・性器など）を持って生まれた人のことである。